# Hillel Slovak
Hillel Slovak (hebreiska הלל סלובק), född 13 april 1962 i Haifa, Israel, död 25 juni 1988 i Hollywood, Los Angeles, Kalifornien, var en amerikansk gitarrist, mest känd som medlem i bandet Red Hot Chili Peppers 1983–1988 (dock med ett kortare avbrott). Han spelade även i bandet What Is This?.
Inte långt efter att Red Hot Chili Peppers hade grundats lämnade Slovak bandet, tillsammans med trummisen Jack Irons, för att istället fokusera på What Is This?. Bandet bytte ut Slovak mot Jack Sherman, som spelade på debutalbumet, men Sherman blev sparkad från bandet februari 1985, och Slovak, som hade nyligen slutat i What Is This?, gick tillbaka till Red Hot Chili Peppers. Slovak spelade på bandets andra (Freaky Styley) och tredje (The Uplift Mofo Party Plan) studioalbum före sin död 1988. Trots att han inte spelade på debutalbumet hade Slovak hjälpt till att skriva fem av de elva låtarna på skivan, eftersom låtarna hade spelats live innan Sherman bytte ut honom.
Under sin tid i Red Hot Chili Peppers utvecklade Slovak ett allvarligt drogmissbruk. Han avled av en överdos heroin och är begravd på Mount Sinai Memorial Park i Los Angeles. Sångaren Anthony Kiedis skrev en låt tillägnad Slovak som heter "My Lovely Man", som återfinns på albumet Blood Sugar Sex Magik (1991). Även på låtar som "Knock Me Down" och "Otherside" refererar låttexterna till Slovaks död och missbruk.

## Diskografi

### Addie Brik
- 1984 – Wattsland (EP)

### What Is This?
- 1984 – Squeezed (EP)
- 1985 – What Is This?
- 1985 – 3 Out Of 5 Live

### Red Hot Chili Peppers
Studioalbum
- 1984 – The Red Hot Chili Peppers
- 1985 – Freaky Styley
- 1987 – The Uplift Mofo Party Plan
- 1988 – The Abbey Road EP
- 1989 – Mother's Milk (Spelar endast på spåret "Fire")

Samlingsalbum
- 1992 – What Hits!?
- 1994 – Out in L.A.
- 1994 – The Best of Red Hot Chili Peppers
- 1998 – Under the Covers: Essential Red Hot Chili Peppers